# Neil Flynn
Neil Richard Flynn (nascido em 13 de novembro de 1960) é um ator norte-americano, mais conhecido pelo papel de Zelador em Scrubs e pelo papel de Mike Heck na série The Middle.

## Início da vida
Flynn nasceu no lado sul de Chicago. Ele é de ascendência irlandesa e foi criado como católico romano. Ele se mudou para Waukegan, Illinois, em uma idade precoce. Como estudante da Waukegan East High School, em 1978, ele e seu parceiro Mike Shklair ganhou um campeonato em Illinois, o Individual Eventsstate para "Humorístico Duet Acting". Ele participou Bradley University em Peoria, Illinois, onde ele era um membro da fraternidade Sigma Nu e participou nacionalmente do famoso discurso da equipe da Universidade Bradley. Depois de se formar em 1982, Flynn voltou a Chicago para prosseguir uma carreira de ator.

## Filmografia

### Filme
| Ano  | Título                                             | Papel                                                  |
| ---- | -------------------------------------------------- | ------------------------------------------------------ |
| 1989 | Major League                                       | Longshoreman                                           |
| 1993 | Rookie of the Year                                 | Stan Okie                                              |
| 1993 | The Fugitive                                       | Guarda de trânsito                                     |
| 1994 | Baby's Day Out                                     | Policiai no parque                                     |
| 1994 | The Fence                                          | Dominick                                               |
| 1996 | Chain Reaction                                     | Policial observando telhado                            |
| 1997 | Home Alone 3                                       | Policial respondendo em chamada do 911 para Alex Pruit |
| 1999 | Magnolia                                           | Daniel Hill                                            |
| 2000 | The Right Temptation                               | Max                                                    |
| 2001 | The Removers                                       | Alien Mask Man                                         |
| 2003 | Brainwarp (Direto em vídeo)                        | Detetive Jim Fist                                      |
| 2004 | Mean Girls                                         | Chip Heron                                             |
| 2004 | Anchorman: The Legend of Ron Burgundy              | Guarda (Cenas deletadas)                               |
| 2006 | Hoot                                               | Sr. Eberhart                                           |
| 2007 | Sex and Death 101                                  | Zack                                                   |
| 2007 | Alive and Well                                     | Joel                                                   |
| 2007 | 5-25-77                                            | Dr. Callahan                                           |
| 2008 | Indiana Jones and the Kingdom of the Crystal Skull | Agente do FBI Paul Smith                               |
| 2009 | Cloudy with a Chance of Meatballs                  | Weather News Network Produtor; Voz                     |

## Televisão

### Série

#### Década de 1980 - 1990
| Ano       | Título               | Papel                                  | Temporada - Episódio                 |
| --------- | -------------------- | -------------------------------------- | ------------------------------------ |
| 1982      | Brookside            | Sozza                                  | 1 - 6                                |
| 1987      | CBS Summer Playhouse | Oficial da LAPD                        | - "Kung Fu: The Next Generation"     |
| 1987      | Sable                | Real Security Guard                    | - "Copycat"                          |
| 1989      | Tour of Duty         | SEAL                                   | - "Sealed with a Kiss"               |
| 1989      | Doogie Howser, M.D.  | Policial #1                            | Piloto                               |
| 1996–1997 | Early Edition        | Policial na Newsstand/Kellaher/Marilyn | 3 episódios                          |
| 1997      | Seinfeld             | Policial #1                            | - "The Summer of George"             |
| 1998      | The Drew Carey Show  | Scott Honey                            | - "Kate's Family"                    |
| 1998      | Ellen                | George                                 | - "It's a Gay, Gay, Gay, Gay World!" |
| 1999      | That 70s Show        | The Bouncer                            | - "The Velvet Rope"                  |
| 1999      | Sliders              | Oficial Phil                           | - "Easy Slider"                      |
| 1999      | Chicago Hope         | John Derricks                          | - "Vigilance and Care"               |

#### Década de 2000 - 2010
| Ano         | Título                             | Papel               | Temporada - Episódio            |
| ----------- | ---------------------------------- | ------------------- | ------------------------------- |
| 2000        | Then Came You                      | Policial            | - "Then Came the Monthiversary" |
| 2000        | Family Law                         | Jack Lumberg        | - "Telling Lies"                |
| 2000–2001   | Buzz Lightyear of Star Command     | XR                  | 24 episódios; Voz               |
| 2001        | The District                       | George Ryerson      | - "Vigilante"                   |
| 2001        | Norm/The Norm Show                 | Lee                 | - "Norm vs. Deception"          |
| 2001–2009   | Scrubs                             | Janitor             | 170 episódios, elenco principal |
| 2002        | CSI: Crime Scene Investigation     | Oficial Yarnell     | - "Identity Crisis"             |
| 2002        | Boston Public                      | Walter Andrews      | - "Chapter Thirty-Four"         |
| 2002        | NYPD Blue                          | Kevin Healey        | - "Low Blow"                    |
| 2002–2003   | Clone High U.S.A.                  | Vários personagens  | 12 episódios; Voz)              |
| 2003–04     | Smallville                         | Pete Dinsmore       | 2 episódios                     |
| 2005        | King of the Hill                   | Turpin              | - "Arlen City Bomber"           |
| 2005        | Love, Inc.                         | Nathan              | - "Love, Inc."                  |
| 2006        | Joey                               | Pai O'Neill         | 2 episódios                     |
| 2006        | My Boys                            | Danny Finn          | - "When Heroes Fall from Grace" |
| 2007        | The Naked Trucker and T-Bones Show | Hitchhiker          | - "T-Bones TV"                  |
| 2009 – 2018 | The Middle                         | Michael "Mike' Heck | Elenco principal                |
| 2013        | Bob's Burgers                      | Max Flush           | - "O.T. The Outside Toilet"     |
| 2014        | Surviving Jack                     | Treinador           | - "She Drives Me Crazy"         |

### Telefilme
| Ano  | Título                                   | Papel                   |
| ---- | ---------------------------------------- | ----------------------- |
| 1996 | To Sir, with Love II                     | Detetive Dennis         |
| 2002 | It's a Very Merry Muppet Christmas Movie | Janitor                 |
| 2006 | Re-Animated                              | Chefe da Appleday Board |
| 2009 | Monkey Talk                              | Kevin                   |